# 歌川芳久
歌川 芳久（うたがわ よしひさ、生没年不詳）とは、江戸時代の浮世絵師。

## 来歴
歌川国芳の門人。歌川の画姓を称し一長斎と号す。作画期は嘉永から文久の頃にかけてで、錦絵や合巻の見返しの絵などを描いている。

## 作品
- 『黄金水大尽盃』　合巻　※為永春水作。第十五編上、画中の衝立に「一長斎芳久画」とあり。文久3年（1863年）刊行。
- 『新編朝日物譚』　合巻　※柳亭種彦作、文久3年刊行。第二編、三編見返しの絵を描く。
- 「よび出しがるた若紫源氏合」　双六絵　早稲田大学図書館所蔵　※落合芳幾と共画、越村屋平助版
- 「新渡舶来大象之図」　大判2枚続　江戸東京博物館所蔵　※文久3年。春亭京鶴賛、一長斎芳久画の落款。辻岡文助版